# B Cola
B Cola je eden od priljubljenih osvežilnih koktajlov z beherovko. 

## Sestavine
- 4 cl Becherovke
- 15 cl Coca-Cole
- 1 čajna žlička sladkorja
- rezina limone
- led

## Priprava
Pripravlja se praviloma v visokem kozarcu, ki se proti vrhu širi. Najprej nalijte Beherovko, ki ji dodate kolo ter premešate. V kozarec dodate primerno količino ledu in ga okrasite z rezino limone.